# カザフスタン平和維持大隊
カザフスタン平和維持大隊（カザフスタンへいわいじだいたい）は、カザフスタン陸軍の平和維持作戦を専門とする大隊級部隊。

## 概要
カザフスタン平和維持大隊は、2000年1月31日（別説によれば7月6日）、第35独立親衛空中襲撃旅団第3空中襲撃大隊に基づき創設された。
2005年、大隊は、カザフスタン平和維持旅団（KazBrig）に拡大したが、同年夏に再び大隊に戻り、第38独立空中襲撃旅団に配属された。
現在、3か月間のローテーションで独立工兵小隊（29人）をイラクに派遣している。

## 編制
大隊は、2002年末までに契約兵（志願兵）で完全充足され、定員680人を数える。

## 装備
大隊は、Humveeからケブラー製のヘルメットとボディアーマー、軍靴、戦闘服等に至るまでをNATO標準で装備しているが、小火器はソ連/ロシア製のままである。
2007年現在、以下の車両を装備していた。
- BTR-80 x 32
  - BTR-80K x 1
  - BTR-80KSh x 1
- IMR-2 x 2 - T-72の派生型
- MTO-80 x 1
- BMP-1 x 1
- M988 x 12 - PKMを装備